# Zelené Kačacie pleso
Zelené Kačacie pleso (auch Zelené pleso Kačacie genannt, offiziell Zelené pleso; deutsch Ententaler Grüner See, ungarisch Kacsavölgyi-Zöld-tó, polnisch Zielony Staw Kaczy oder Kaczy Staw) ist ein Bergsee auf der slowakischen Seite der Hohen Tatra.

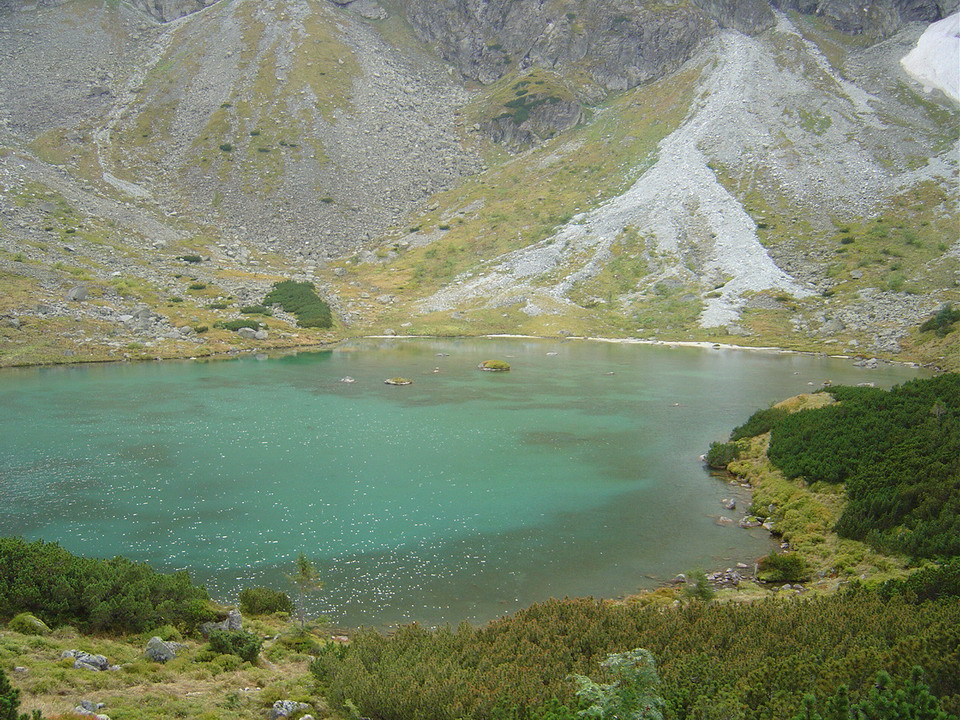

Er befindet sich im Tal Kačacia dolina (deutsch Entental) im Talsystem der Bielovodská dolina, am nördlichen Fuß des Hauptkamms der Hohen Tatra nordöstlich der Berge Gánok und Rumanov štít und seine Höhe beträgt 1575 m n.m. Seine Fläche liegt bei 25.335 m², er misst 200 × 170 m und seine maximale Tiefe beträgt 2,7 m. Der einzige Abfluss ist der Bach Kačací potok (auch Zelený potok) genannt, einer der Quellflüsse der Biela voda, der unterhalb des Sees durch den Wasserfall Hviezdoslavov vodopád hinabfällt.
Der Name weist auf die grüne Färbung des Seewassers hin. Da es in der Tatra mehrere Seen mit dem Namen Zelené pleso gibt, wird die Lage durch das Adjektiv Kačacie (Ententaler, slow. n.) entweder vor oder nach dem Substantiv pleso präzisiert. Eine ähnliche Bedeutung haben die Namen in anderen Sprachen (deutsch, polnisch, ungarisch). Unter polnischem Einfluss entstand der ungenaue slowakische Name Zelené pleso kačie. Im Polnischen gibt es auch den ungenauen Namen Kaczy Staw.
Zum Seeufer führt kein offizieller touristischer Wanderweg und der Pfad ist nur für Mitglieder alpiner Vereine oder mit einem Bergführer zugänglich, der See kann jedoch kurz von einem blau markierten Wanderweg von Lysá Poľana zum Sattel Prielom gesehen werden.